# Osprey Publishing
A Osprey Publishing (em português: Editora Osprey) é uma editora britânica especializada em história militar com sede em Oxford, no Reino Unido. Predominantemente uma editora ilustrada, muitos de seus livros contêm ilustrações coloridas, mapas e fotografias, e a empresa produz mais de uma dúzia de séries contínuas, cada uma enfocando um aspecto específico da história da guerra. Suas publicações incluem a série Men-at-Arms, com mais de 500 títulos, com cada livro dedicado a um exército ou unidade militar histórica específica. A Osprey é uma marca da Bloomsbury Publishing.

## História
Na década de 1960, a Brooke Bond Tea Company começou a incluir uma série de cartões de aeronaves militares com pacotes de chá. Os cartões se tornaram populares e o artista Dick Ward propôs a ideia de publicar livros ilustrados sobre aeronaves militares. A ideia foi aprovada e uma pequena empresa subsidiária chamada Osprey foi formada em 1968. O primeiro livro da empresa, North American P-51D Mustang in USAAF-USAF Service, foi publicado em 1969. Logo depois, Ward propôs tentar a mesma ideia com unidades militares famosas e, em 1971, apareceu o primeiro título de Men-at-Arms. No final dos anos 1970, a empresa foi adquirida pela George Philip Ltd. Em 1988, a Philip foi adquirida pela Reed International, e foi vendida para a empresa de private equity Botts & Company.
Durante esses anos, a empresa cresceu continuamente, adicionando novos títulos e novas séries ao seu catálogo. Embora tenham produzido livros de todos os tipos, o foco principal permanece na história militar, particularmente na história militar da Grã-Bretanha. A Osprey Publishing agora publica uma média de 10 a 12 livros por mês.
A Shire Books foi adquirida em 2007, e o selo de ficção científica, fantasia e terror Angry Robot foi comprado da HarperCollins em 2010. A editora Old House foi adquirida em 2011. Para continuar a expansão, uma participação majoritária na Osprey foi vendida por Botts para a Alcuin Capital Partners em 2011. Em 2012, a Osprey adquiriu a Duncan Baird (mais tarde renomeada como Nourish) e sua marca Watkins. Em 2013, a Osprey adquiriu a British Wildlife Publishing.
Em 2014, a Osprey e suas marcas foram vendidas pela Alcuin. Angry Robot, Nourish e Watkins foram para a Etan Ilfeld, enquanto Osprey, Shire, Old House e British Wildlife foram para a Bloomsbury Publishing.

## Series

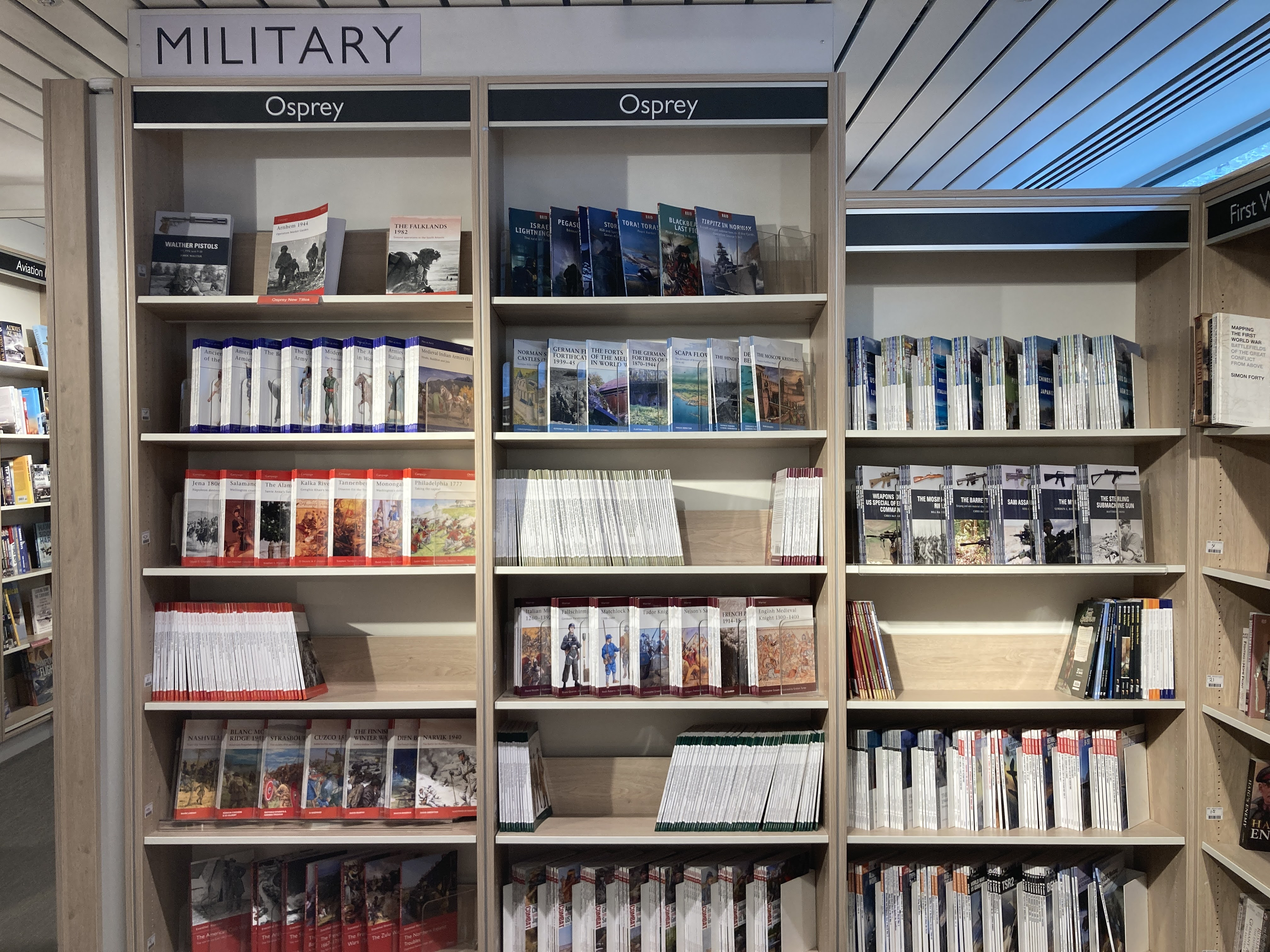
Uma série de livros publicados pela Osprey em uma livraria. Cada série tem uma lombada de cor diferente e existem algumas diferenças entre as séries em como as capas são projetadas.

- Air Vanguard – série técnica de aviação cujos livros apresentam uma história concisa do desenvolvimento e da operação de uma aeronave.
- Aircraft of the Aces – Uma série focada em pilotos de caça que se tornaram ases com relatos em primeira mão, perfis de aeronaves, listas de unidades e planos de escala.[11][12]
- Aviation Elite Units – Fornece um histórico de combate completo de uma unidade de caça ou bombardeiro que ganhou distinção especial em ação com relatos em primeira mão, histórias dos membros de cada unidade e desenhos e ilustrações de perfis de aeronaves especialmente encomendados.[13][14]
- Battle Orders – Detalha a organização de unidades militares famosas.
- Campaign – Batalhas individuais ou campanhas na história militar.
- Combat – Lançada em setembro de 2013, esta série detalha as diferenças entre soldados de dois exércitos adversários em campo.
- Combat Aircraft – Concentra-se em aeronaves na história da aviação, a tecnologia por trás dela e os homens que a pilotaram.[15][16]
- Command – Detalha a vida de importantes generais e almirantes.
- Dark Osprey – Uma série de comédia detalhando tópicos paranormais, como zumbis nazistas e invasões alienígenas.
- Duel – Comparando oponentes contemporâneos, como fragatas francesas e britânicas na era da vela ou tanques alemães e soviéticos na Frente Oriental.
- Elite – Detalha unidades individuais ou táticas militares.
- Essential Histories – Cada livro estuda as origens, política, luta e repercussões de uma grande guerra ou teatro de guerra, tanto da perspectiva militar quanto civil.[17][18]
- Fortress – Detalha fortificações importantes, desde fortes romanos até os bunkers de Hitler e o Muro de Berlim.
- Men-at-Arms – Uma referência ilustrada sobre a história, organização, uniformes e equipamentos das forças militares do mundo, passado e presente.[19][20]
- Myths and Legends – Examina as grandes histórias que ecoaram ao longo do tempo para ajudar a moldar nossas culturas. Cada título se concentra em uma figura lendária específica, envolvendo heróis e deuses, recontando o mito relacionado e também fornece informações sobre a história por trás da história e sua evolução ao longo do tempo. Inclui o livro de Victor Stapleton de 2014 sobre Jack, o Estripador.[21][22]
- New Vanguard – Livros sobre equipamentos militares, como veículos, artilharia e navios.
- Osprey Wargames – Uma série de regras de jogos de guerra.
- Osprey Modelling – Guia prático para modelismo militar.
- Raid – Detalhes sobre famosas ações militares de incursão ou planos ousados.
- Warrior – Concentra-se em um tipo específico de guerreiro de um determinado período ou cultura, examinando suas experiências no campo de batalha, bem como treinamento, métodos de luta e vida cotidiana.
- Weapon – Discute armas individuais de armas de porte a artilharia.

## Recepção
Martijn Lak observou que "a Osprey Publishing deve ser aplaudida por prestar atenção" e publicar trabalhos sobre eventos que são "amplamente desconhecidos do público anglo-americano". Lak também observou que muitos livros da Osprey, por exemplo, de sua série Raid, são "soberbamente ilustrados com imagens, mapas e fotos".